# فرودگاه واسکو استیت
فرودگاه واسکو استیت  (به انگلیسی: Wasco State Airport)  یک فرودگاه همگانی   است که یک باند فرود آسفالت دارد و طول باند آن ۱۰۵۲ متر است. این فرودگاه در  کشور ایالات متحده آمریکا قرار دارد و در ارتفاع ۴۵۸ متری از سطح دریا واقع شده است.